# MCPA
MCPA oder 2-Methyl-4-chlorphenoxyessigsäure ist ein starkes, selektiv wirkendes und weit verbreitetes Herbizid.

## Geschichte
Die Synthese von MCPA wurde von Synerholme und Zimmerman im Jahre 1945 und von Templeman und Foster im Jahre 1946 publiziert und war das Resultat, einen selektiveren Ersatz für das synthetische Auxin 1-Naphthylessigsäure zu finden.
Die Synthese von MCPA erfolgt durch eine Substitutionsreaktion zwischen Chloressigsäure und 4-Chlor-2-methylphenol.

## Verwendung
Da MCPA eine preiswerte Substanz ist, wird es als Komplexligand oder als Baustein für komplexere Wirkstoffe eingesetzt.
MCPA wird im Allgemeinen als Salz oder als Ester als Herbizid eingesetzt. Es findet vorwiegend gegen breitblättrige Unkräuter wie Disteln oder Ampfer in der Landwirtschaft Verwendung. Obwohl MCPA nicht giftig ist, so stellte sich doch heraus, dass es die Bioverfügbarkeit von Metallionen durch Komplexbildung erhöht.

## Zulassung
In einer Reihe von Staaten der EU, unter anderem Deutschland und Österreich, wie auch in der Schweiz sind Pflanzenschutzmittel mit diesem Wirkstoff zugelassen.

## Wirkung
MCPA ähnelt dem Auxin und ist ein Wuchsstoffherbizid, welches das Wachstum von Unkräutern so sehr beschleunigt, dass die Pflanze aufgrund der resultierenden Nährstoffunterversorgung eingeht.